# Llista de títols, honors i nomenaments d'Elionor de Borbó
Elionor de Borbó i Ortiz és la primera en la línia de successió i hereva al tron del Regne d'Espanya, ostentant la dignitat de princesa d'Astúries, així com els altres títols vinculats tradicionalment al successor de la Corona.

## Títols i tractaments
- 31 d'octubre de 2005 – 19 de juny de 2014: Sa altesa reial la infanta Elionor.
- 19 de juny de 2014 – present: Sa altesa reial la princesa d'Astúries.

### Títols històrics
Per a simbolitzar la seva condició d'hereva de la Corona en els territoris històrics d'Espanya, la princesa fa ús dels següents títols:
- Princesa d'Astúries, com a hereva de la Corona de Castella. L'origen del títol es remunta a 1388.
- Princesa de Girona (1351), duquessa de Montblanc (1387), comtessa de Cervera (1353) i senyora de Balaguer (1418) com a hereva de la Corona d'Aragó.
- Princesa de Viana, com a hereva del Regne de Navarra, amb origen en 1423.

## Ocupacions militars
La formació i carrera militar de la princesa d'Astúries, per la seva condició d'hereva de la Corona, va ser regulada pel reial decret 173/2023, de 14 de març, i difereix de la carrera habitual.

### Exèrcit de Terra
- 17 d'agost – 7 d'octubre de 2023: dama cadet de primer curs.[2]
- 7 d'octubre de 2023 – 3 de juliol de 2024: dama cadet de segon curs.[3]
- Des del 3 de juliol de 2024: alferes alumna d'Infanteria.[4]

### Armada
- Des del 24 de juliol de 2024: guardiamarina de primer.[5]

## Distincions

### Orde dinàstic
- 1204a dama de l'Insigne Orde del Toisó d'Or (2015).[6][7]

### Espanyoles

#### Nacionals
- Collar del Reial i Distingit Orde Espanyol de Carles III (2023).[8]
- Gran Creu del Mèrit Militar amb distintiu blanc (2024).[9]
- Medalla d'Or del Congrés dels Diputats (2023).[10]
- Medalla d'Or del Senat (2023).[10]

#### Regionals i locals
- Aragó:
  - Medalla d'Aragó (2024).[11]
  - Medalla de les Corts (2024).[11]
  -  Saragossa: Filla Adoptiva (2024).[11]
- Comunitat de Madrid:
  - Medalla d'Or (2023).[12]
- Principat d'Astúries:
  - Medalla d'Or (2024).[13]
  -  Oviedo: Alcaldessa honoraria (2024).[13]

### Estrangeres
- Portugal: 
  -  Gran Cruz de l'Orde de Crist (2024).[14]

## Nomenaments en homenatge

### Llocs i institucions
- Espanya:
  -  Albacete:
    - Centro de Atención a Grandes Discapacidades Físicas y Orgánicas Infanta Leonor.

  -  Boadilla del Monte:
    - Biblioteca Princesa Doña Leonor.

  -  Jaén:
    - Teatro Infanta Leonor.

  -  Madrid:
    - Hospital Universitari Infanta Leonor.
    - Parc Princesa Leonor.

  -  Saragossa:
    - Auditori de Saragossa Princesa Elionor.

### Premis
- Premis Princesa d'Astúries
- Premis Fundació Princesa de Girona
- Premi Princesa Elionor